# 根網域名稱伺服器

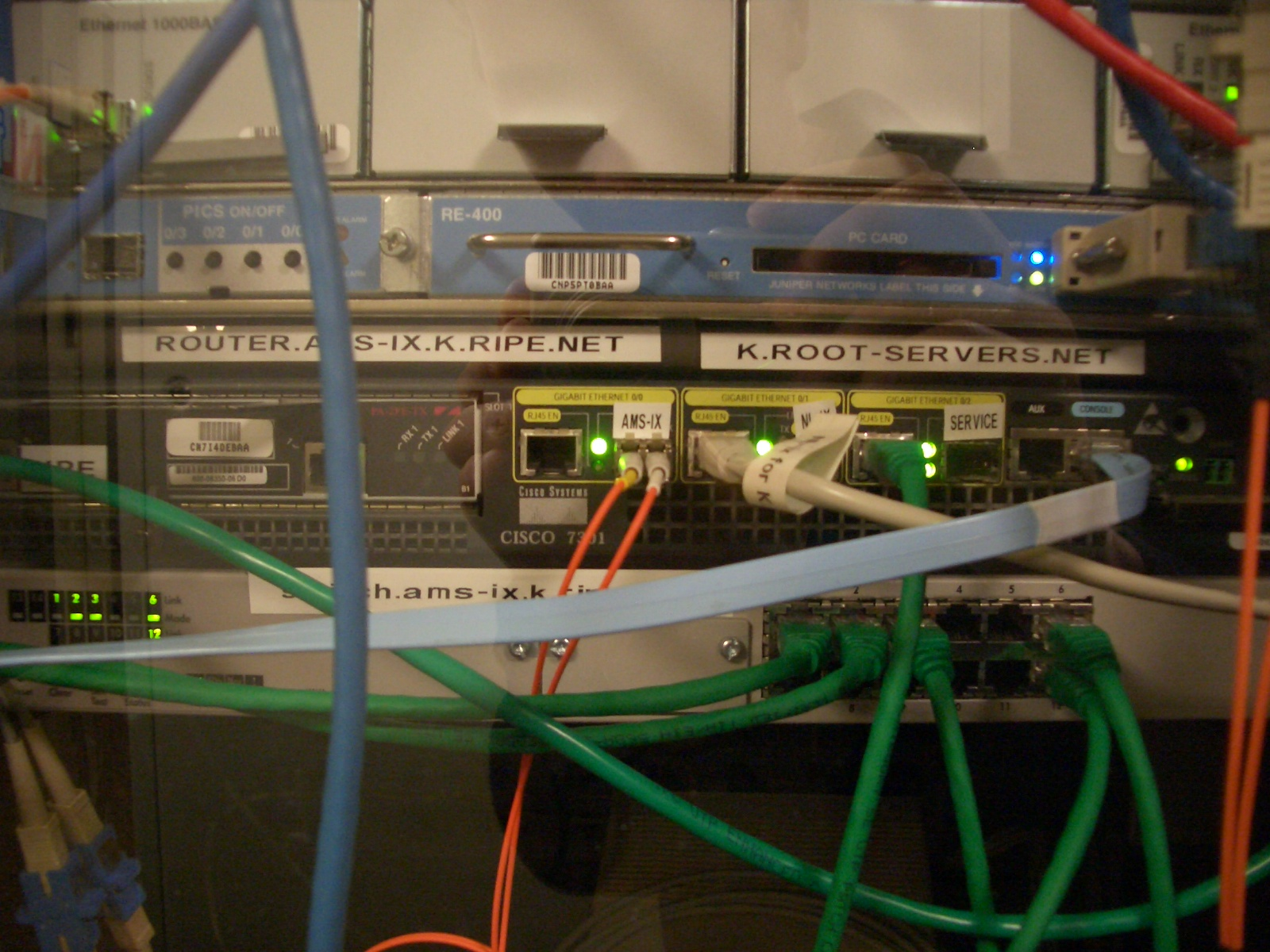
K辅根服务器在阿姆斯特丹網際網路交换中心的镜像

根網域名稱服务器（英語：root name server，簡稱「根域名服务器」）是互联网域名解析系统（DNS）中最高级别的域名服务器，负责返回顶级域的权威域名服务器地址。它们是互联网基础设施中的重要部分，因为所有域名解析操作均离不开它们。由于DNS和某些协议（未分片的用户数据报协议（UDP）数据包在IPv4内的最大有效大小为512字节）的共同限制，根域名服务器地址的数量被限制为13个。幸运的是，采用任播技术架设镜像服务器可解决该问题，并使得实际运行的根域名服务器数量大大增加。截至2023年6月，全球共有1719台根域名服务器在运行。

## 管理机构及设置地点
全球13组根域名伺服器以英文字母A到M依序命名，網域名稱格式為「字母.root-servers.net」。全部已利用任播技術在全球多個地點設立鏡像站。
| 字母 | IPv4位址       | IPv6位址            | 自治系統編號                                                          | 曾用名           | 運營單位                         | 設置地點 #數量（全球/地區）                           | 軟體                |
| ---- | -------------- | ------------------- | --------------------------------------------------------------------- | ---------------- | -------------------------------- | ----------------------------------------------------- | ------------------- |
| A    | 198.41.0.4     | 2001:503:ba3e::2:30 | AS26415, AS19836,AS36619, AS36620, AS36622, AS36625, AS36631, AS64820 | ns.internic.net  | 威瑞信                           | 以任播技術设置於多處 5/0                              | NSD、威瑞信ATLAS    |
| B    | 199.9.14.201   | 2001:500:200::b     | AS394353                                                              | ns1.isi.edu      | 美國南加州大學資訊科學研究所     | 以任播技術设置於多處 2/0                              | BIND                |
| C    | 192.33.4.12    | 2001:500:2::c       | AS2149                                                                | c.psi.net        | Cogent通信                       | 以任播技術设置於多處 8/0                              | BIND                |
| D    | 199.7.91.13    | 2001:500:2d::d      | AS10886                                                               | terp.umd.edu     | 美國馬里蘭大學學院市分校         | 以任播技術设置於多處 50/67                            | BIND                |
| E    | 192.203.230.10 | 2001:500:a8::e      | AS21556                                                               | ns.nasa.gov      | 美国国家航空航天局埃姆斯研究中心 | 以任播技術设置於多處 125/141                          | BIND、NSD           |
| F    | 192.5.5.241    | 2001:500:2f::f      | AS3557,AS1280, AS30132                                                | ns.isc.org       | 互联网系统协会                   | 以任播技術设置於多處 57/0                             | BIND                |
| G    | 192.112.36.4   | 2001:500:12::d0d    | AS5927                                                                | ns.nic.ddn.mil   | 美國國防資訊系統局               | 以任播技術设置於多處 6/0                              | BIND                |
| H    | 198.97.190.53  | 2001:500:1::53      | AS1508                                                                | aos.arl.army.mil | 美國陸軍研發實驗室               | 美國馬里蘭州阿伯丁試驗場 以及加利福尼亞州聖地牙哥 2/0 | NSD                 |
| I    | 192.36.148.17  | 2001:7fe::53        | AS29216                                                               | nic.nordu.net    | Netnod                           | 以任播技術设置於多處 58/0                             | BIND                |
| J    | 192.58.128.30  | 2001:503:c27::2:30  | AS26415,AS36626, AS36628, AS36632                                     | 不適用           | 威瑞信                           | 以任播技術设置於多處 61/13                            | NSD、威瑞信ATLAS    |
| K    | 193.0.14.129   | 2001:7fd::1         | AS25152                                                               | 不適用           | 欧洲IP资源网络协调中心           | 以任播技術设置於多處 5/23                             | BIND、NSD、Knot DNS |
| L    | 199.7.83.42    | 2001:500:9f::42     | AS20144                                                               | 不適用           | ICANN                            | 以任播技術设置於多處 161/0                            | NSD、Knot DNS       |
| M    | 202.12.27.33   | 2001:dc3::35        | AS7500                                                                | 不適用           | 日本WIDE項目                     | 以任播技術设置於多處 6/1                              | BIND                |

## 根域文件

2007年根域名服务器分布图

所有根域名服务器都是以同一份根域文件（Root Zone file，文件名为root.zone）返回顶级域名权威服务器（包括通用顶级域和国家顶级域），文件只有2MB大小。截至2017年10月9日，一共记录了1542个顶级域。对于没被收录的顶级域，是没法通过根域名服务器查出相应的权威服务器。而其他递归DNS服务器则只需要配置Root Hits文件，只包含根域名服务器的地址。

## 事件
2010年3月位于中国的“I”根服务器镜像曾发生DNS污染事故，智利和美国等国的计算机的DNS查询经过该服务器时被该国“防火长城”劫持。“I”根服务器运营商Netnod为解决问题，切断了中国服务器和国际互联网的连接。当时中国大陆有“F”、“I”、和“J”3个根服务器镜像，全球57%的DNS查询是通过位于中国的根服务器完成。

## 脚注
1. ↑  AS19836 （页面存档备份，存于） 没有在RIPEstat工具中列出
2. ↑  AS64820 （页面存档备份，存于） 在RIPE的RISwhois工具中列为“私用”（private use）
3. ↑  舊IP位址為128.9.0.107，已于2004年1月至2017年10月期間更換至192.228.79.201
4. ↑  啟用于2013年1月3日，舊IP位址為128.8.10.90
5. ↑  (曾为http://www.nic.mil/；不像其他根域名服务器，G根没有在root-servers.org下实装主页，如g.root-servers.org)
6. ↑  不像其他根網域名稱伺服器，G根不會回應Ping
7. ↑  不像其他根網域名稱伺服器，G根不會回應Ping
8. ↑  啟用於2015年12月1日，舊IP位址為128.63.2.53
9. ↑  啟用於2015年12月1日，舊IP位址為2001:500:1::803f:235
10. ↑  啟用於2015年12月1日，舊為AS13
11. ↑  啟用於2002年11月，舊IP位址為198.41.0.10
12. ↑  啟用於2007年11月1日，舊IP位址為198.32.64.12
13. ↑  啟用於2016年3月23日，舊IP位址為2001:500:3::42